# Hellen Kimaiyo
Hellen Kimaiyo Kipkoskei (née le 8 septembre 1968 à Moiben (en)) est une athlète kényane, spécialiste des courses de fond.

## Biographie

### Palmarès
| Date | Compétition                    | Lieu       | Résultat | Épreuve       | Performance |
| ---- | ------------------------------ | ---------- | -------- | ------------- | ----------- |
| 1985 | Championnats d'Afrique         | Le Caire   | 1re      | 3 000 m       |             |
| 1985 | Championnats d'Afrique         | Le Caire   | 3e       | 1 500 m       |             |
| 1987 | Jeux africains                 | Nairobi    | 2e       | 3 000 m       |             |
| 1989 | Championnats d'Afrique         | Lagos      | 1re      | 3 000 m       |             |
| 1989 | Championnats d'Afrique         | Lagos      | 2e       | 1 500 m       |             |
| 1992 | Championnats du monde de cross | Boston     | 11e      | Course longue |             |
| 1992 | Championnats du monde de cross | Boston     | 1re      | Par équipes   |             |
| 1992 | Jeux olympiques                | Barcelone  | 9e       | 10 000 m      |             |
| 1993 | Championnats du monde de cross | Amorebieta | 12e      | Course longue |             |
| 1993 | Championnats du monde de cross | Amorebieta | 1re      | Par équipes   |             |
| 1994 | Championnats du monde de cross | Budapest   | 12e      | Course longue |             |
| 1994 | Championnats du monde de cross | Budapest   | 3e       | Par équipes   |             |

### Records
| Épreuve | Performance    | Lieu        | Date          |
| ------- | -------------- | ----------- | ------------- |
| 3 000 m | 8 min 57 s 21  | Los Angeles | 8 août 1984   |
| 5 000 m | 15 min 28 s 94 | Saint-Denis | 1er juin 1995 |